# Сатурн (премія, 2022)
47-ма церемонія вручення премії «Сатурн», офіційно відома як 50-та ювілейна церемонія вручення премії «Сатурн» на честь 50-річчя заснування премії «Сатурн» (створеної в 1972 році), яка вручається Академією наукової фантастики, фентезі та фільмів жахів і відзначає найкращі роботи у галузі наукової фантастики, фентезі, жахів та інших жанрів, що належать до жанру фантастики в кіно, на телебаченні та в сфері домашніх розваг, відбулася 25 жовтня 2022 року, її трансляція велася в режимі реального часу на ElectricNOW. Цього разу прийом заявок на участь у конкурсі тривав майже два роки. Номінації були оголошені 12 серпня 2022 року. Список переможців був опублікований на офіційному сайті 26 жовтня 2022 року.
Вперше після 45-ї церемонії премії «Сатурн» у 2019 році ця церемонія ознаменувала відродження (і розширення) телевізійних категорій (програми та акторська майстерність), які були розділені на дві різні категорії: «Мережа/кабельне телебачення» та «Стрімінгове телебачення». Що стосується стрімінгових сервісів, Disney+ отримав найбільшу кількість номінацій, кількість яких становить 26 (10 за всесвіт «Зоряні війни» і 16 за Кінематографічний всесвіт Marvel), за яким слідує Netflix з 17 номінаціями, в той час як AMC домінувала в номінаціях для мережі/кабелю теж із 17 номінаціями .
«Бетмен» набрав найбільшу кількість кінономінацій з дванадцятьма, включаючи «Найкращий супергеройський фільм» та чотири номінації за акторську гру; за ним слідують «Алея жаху» з десятьма номінаціями та «Людина-павук: Додому шляху нема» з дев'ятьма. Для мережевого/кабельного телебачення «Краще подзвоніть Солу» (AMC) набрав найбільшу кількість номінацій із сім'ю; за ним слідують «Супермен і Лоїс» (The CW) і «Ходячі мерці» (AMC) з шістьма номінаціями. «Розрив» (Apple TV+) і «Дивні дива» (Netflix) очолили стрімінгове телебачення з шістьма номінаціями, за ними слідує «Обі-Ван Кенобі» (Disney+) з п'ятьма номінаціями.

## Зміни в категоріях
Представлено нові
- Найкраща гостьова чоловіча роль у багатосерійному телевізійному серіалі
- Найкраща роль молодого актора в багатосерійному телевізійному серіалі
- Найкраща гостьова чоловіча роль у серіалі, що транслюється на кабельному або мережевому телебаченні
- Найкраща роль молодого актора в серіалі на кабельному або мережевому телебаченні

Повернуто
- Найкраща чоловіча роль у багатосерійному телевізійному серіалі
- Найкраща жіноча роль у багатосерійному телевізійному серіалі
- Найкращий телевізійний серіал у жанрі жахів / трилер
- Найкраща чоловіча роль другого плану в багатосерійному телевізійному серіалі
- Найкраща жіноча роль другого плану в багатосерійному телевізійному серіалі

Припинено
- Найкращий телевізійний серіал про супергероїв
- Найкраща гостьова роль на телебаченні
- Найкраща роль молодого актора в телевізійному серіалі

## Переможці та номінанти
Нижче наведено повний список номінантів і переможців. Переможці виділені жирним шрифтом.

### Кіно
| Найкращий фільм за коміксами | Найкращий науково-фантастичний фільм |
| --- | --- |
| - Людина-павук: Додому шляху нема - Бетмен - Доктор Стрендж у мультивсесвіті божевілля - Шан-Чі та Легенда Десяти Кілець - Загін самогубців: Місія навиліт - Тор: Любов і грім | - Ноу - Злочини майбутнього - Дюна - Персонаж - Ґодзілла проти Конга - Світ Юрського періоду 3: Домініон |
| Найкращий фентезійний фільм | Найкращий фільм жахів |
| - Все завжди і водночас - Круелла - Фантастичні звірі: Таємниці Дамблдора - Мисливці на привидів: З того світу - Легенда про Зеленого лицаря - Нестерпний тягар величезного таланту | - Чорний телефон - Минулої ночі у Сохо - Будинок таємниць - Тихе місце 2 - Крик - X |
| Найкращий пригодницький фільм, бойовик чи трилер | Найкращий трилер |
| - Найкращий стрілець: Маверік - Смерть на Нілі - Форсаж 9 - 007: Не час помирати - RRR - Вестсайдська історія | - Алея жаху - Швидка допомога - Варяг - Час - Костюм - Свиня / Pig |
| Найкращий повнометражний анімаційний фільм | Найкращий фільм іноземною мовою |
| - Марсель, мушля в черевичках - Родина Адамсів 2 - Енканто - Лайтер - Лука - Посіпаки: Становлення лиходія | - RRR - Абатство Даунтон 2 - Ейфель - Неідеальний чоловік - Лицарі справедливості - Тиха ніч |
| Найкращий режисер | Найкращий сценарій |
| - Метт Рівз — Бетмен - Ґільєрмо дель Торо — Алея жаху - Джозеф Косінскі — Найкращий стрілець: Маверік - Джордан Піл — Ноу - Ш. Раджамулі — RRR - Стівен Спілберг — Вестсайдська історія - Джон Воттс — Людина-павук: Додому шляху нема | - Ґільєрмо дель Торо і Кім Морган — Алея жаху - Скотт Дерріксон та Крістофер Каргілл — Чорний телефон - Ден Кван і Деніел Шайнерт — Все завжди і водночас - Кріс МакКенна та Ерік Соммерс — Людина-павук: Додому шляху нема - Джордан Піл — Ноу - Метт Рівз and Пітер Крейґ — Бетмен - Джеймс Вандербільт і Гай Бусік — Крик |
| Найкращий актор | Найкраща акторка |
| - Том Круз — Найкращий стрілець: Маверік (за роль капітана Піта «Маверіка» Мітчелла) - Тімоті Шаламе — Дюна (фільм, 2021) (роль Пола Атріда) - Ідріс Ельба — Загін самогубців: Місія навиліт (роль Бладспорта) - Том Голланд — Людина-павук: Додому шляху нема (роль Пітера Паркера) - Денієл Калуя — Ноу (роль Отіса-молодшого) - Симу Лю — Шан-Чі та Легенда Десяти Кілець (роль Шан-Чі) - Роберт Паттінсон — Бетмен (роль Брюса Вейна) | - Мішель Єо — Все завжди і водночас (за роль Евелін Вонг) - Кейт Бланшетт — Алея жаху (фільм, 2021) (роль Ліліт Ріттер) - Емілі Блант — Тихе місце 2 (роль Евелін Ебботт) - Зої Кравітц — Бетмен (роль Селіни Кайл / Жінка-кішка) - Кеке Палмер — Ноу (роль Емералд «Ем» Гейвуд) - Емма Стоун — Круелла (роль Лютелли де Віль) - Зендея — SЛюдина-павук: Додому шляху нема (роль Ем-Джей)                                                                   |
| Найкращий актор другого плану | Найкраща акторка другого плану |
| - Джонатан Ке Кван — Все завжди і водночас (роль Веймонда) - Пол Дано — Бетмен (роль Едді Нештона / Загадник) - Колін Фаррелл — Бетмен (роль Освальда «Оз» Кобблпота / Пінгвін) - Ітан Гоук — Чорний телефон (роль Хапача, викрадача) - Річард Дженкінс — Алея жаху (фільм, 2021) (роль Езри Ґріндл) - Альфред Моліна — Людина-павук: Додому шляху нема (роль Отто Октавіуса) - Бенедикт Вонг– Доктор Стрендж у мультивсесвіті божевілля (роль Вонга) | - Аквафіна — Шан-Чі та Легенда Десяти Кілець (роль Кеті / Руйвен Чени) - Керрі Кун — Мисливці на привидів: З того світу (роль Каллі Шпенглер) - Джоді Комер — Персонаж (роль Міллі Раск) - Віола Девіс — Загін самогубців: Місія навиліт (роль Аманди Воллер) - Стефані Сюй — Все завжди і водночас (роль Джой Вонг, Джобу Тупакі) - Діана Рігг — Минулої ночі у Сохо (роль пані Коллінз) - Маріса Томей — Людина-павук: Додому шляху нема (роль тітки Мей) |
| Найкращий молодий актор | Найкращий монтаж |
| - Фінн Вулфгард – Мисливці на привидів: З того світу (роль Тревора Спенглера) - Ноа Джуп — Тихе місце 2 (роль Маркуса Ебботта) - Мадлен Макгроу — Чорний телефон (роль Гвен) - Міллісент Сіммондс — Тихе місце 2 (роль Ріган Ебботт) - Мейсон Темз — Чорний телефон (роль Фінні Шоу) - Джейкоб Трембле — Лука (роль Луки) | - Едді Гамільтон — Найкращий стрілець: Маверік - Лі Фолсом Бойд та Ден Лебентл — Людина-павук: Додому шляху нема - Вільям Гой і Тайлер Нелсон — Бетмен - Кем Маклафлін — Алея жаху - Ніколас Монсур — Ноу - Пол Роджерс — Все завжди і водночас - П'єтро Скалія, Даг Брандт і Келвін Віммер — Швидка допомога |
| Найкращий саундтрек | Найкраща робота художника-постановника |
| - Денні Ельфман – Доктор Стрендж у мультивсесвіті божевілля - Майкл Абельс — Ноу - Ніколас Брітел — Круелла - Майкл Джаккіно — Бетмен - Нейтан Джонсон — Алея жаху - Говард Шор — Злочини майбутнього - Джоел П. Вест — Шан-Чі та Легенда Десяти Кілець | - Тамара Деверелл — Алея жаху - Сью Чан — Шан-Чі та Легенда Десяти Кілець - Джеймс Чінлунд — Бетмен - Фіона Кромбі — Круелла - Джейсон Кішвардей — Все завжди і водночас - Марк Роуленд — Минулої ночі у Сохо - Патріс Верметт — Дюна |
| Найкращий костюм | Найкращий грим |
| - Жаклін Дюрран, Девід Кроссман та Глін Діллон — Бетмен - Кім Барретт — Шан-Чі та Легенда Десяти Кілець - Дженні Бівен — Круелла - Боб Морган і Жаклін Вест — Дюна - Мейес К. Рубео — Тор: Любов і грім - Луїс Секейра — Алея жаху - Семмі Шелдон — Вічні | - Любов Ларсон, Дональд Моват та Єва фон Бар — Дюна - Оззі Альварес, Вікторія Даун, Кевін Кіркпатрік та Джастін Рейлі — Армія мерців - Олександра Ангер, Моніка Павес та Еві Зафіропулу — Злочини майбутнього - Наомі Донн і Майк Маріно — Бетмен - Грег Фанк, Брайан Сайп та Хеба Торісдоттір — Загін самогубців: Місія навиліт - Майк Хілл, Джо-Енн МакНіл та Меган Мані — Алея жаху - Адам Йохансен та Маттео Сільві — Тор: Любов і грім                 |
| Найкращі спецефекти | Найкращий незалежний фільм |
| - Джон «D.J.» Дежарден, Брайан Хірота, Кевін Ендрю Сміт та Майк Мейнардус — Ґодзілла проти Конга - Йорундур Рафн Арнарсон, Джо Леттері та Ерік Вінквіст — Доктор Стрендж у мультивсесвіті божевілля - Шина Даггал та Алессандро Онгар — Мисливці на привидів: З того світу - Скотт Едельштейн, Келлі Порт, Ден Судік та Кріс Вегнер — Людина-павук: Додому шляху нема - Джо Фаррелл, Ден Олівер, Крістофер Таунсенд і Шон Ноель Вокер — Шан-Чі та Легенда Десяти Кілець - Скотт Р. Фішер та Райан Тадхоуп — Найкращий стрілець: Маверік - Девід Вікері — Світ Юрського періоду 3: Домініон | - Dual - Alice - Dream Horse - Gold - Mass - Watcher |

### Телебачення

#### Серіали
| Мережа/кабельне телебачення | Мережа/кабельне телебачення |
| Найкращий науково-фантастичний телесеріал | Найкращий фантастичний телесеріал |
| --- | --- |
| - Супермен і Лоїс (The CW) - Флеш (The CW) - The Man Who Fell to Earth (Showtime) - Постоялець з космосу (Syfy) - Супердівчина (The CW) - Край «Дикий Захід» (HBO)                                                                                             | - Сяюча долина (Starz) - Доктор Хто (BBC America) - Ghosts (CBS) - Ла Бреа (NBC) - Рівердейл - Старґерл (The CW)                                                                     |
| Найкращий телесеріал жахів | Найкращий телевізійний бойовик-трилер |
| - Ходячі мерці (AMC) - Американська історія жаху: Подвійний сеанс (FX) - Чакі (Syfy) - Бійтеся ходячих мерців (AMC) - Ззовні (Epix) - Чим ми займаємося в тінях (FX)                                                                                           | - Краще подзвоніть Солу (AMC) - Безмежне небо (ABC) - Чорний список (NBC) - Dark Winds (AMC) - Декстер: Нова кров (Showtime) - Чужоземка (Starz) - Шершні (Showtime)                 |
| Найкращий анімаційний телесеріал | |
| - Зоряні війни: Бракована партія (Disney+) - Аркейн (Netflix) - Той, що біжить по лезу: Чорний Лотос (Crunchyroll / Adult Swim) - Хлопаки: Осатанілі (Prime Video) - Невразливий (Prime Video) - Зоряний шлях: Нижні палуби (Paramount+) - А що як…? (Disney+) | |
| Стрімінгове | |
| Найкращий науково-фантастичний телесеріал | Найкращий фантастичний телесеріал |
| - Зоряний шлях: Дивні нові світи (Paramount+) - Простір (Prime Video) - Заради всього людства (Apple TV+) - Загублені у космосі (Netflix) - Мандалорець (Disney+) - Орвілл (Hulu) - Зоряний шлях: Дискавері (Paramount+)                                       | - Локі (Disney+) - Матрьошка (Netflix) - Schmigadoon! (Apple TV+) - ВандаВіжен (Disney+) - Колесо часу (Prime Video) - Відьмак (Netflix)                                             |
| Найкращий телевізійний трилер / фільм жахів | Найкращий телевізійний бойовик-трилер |
| - Дивні дива (Netflix) - Creepshow (Shudder) - Зло (Paramount+) - Дім з прислугою (Apple TV+) - Розрив (Apple TV+) - Гра в кальмара (Netflix) | - Хлопаки (Prime Video) - Bosch: Legacy (Freevee) - Кобра Кай (Netflix) - Leverage: Redemption (Freevee) - Миротворець (HBO Max) - Річер (Prime Video) - Академія Амбрелла (Netflix) |
| Найкраща телепостановка | |
| - Обі-Ван Кенобі (Disney+) - Книга Боби Фетта (Disney+) - Соколине око (Disney+) - Опівнічна меса (Netflix) - Місячний лицар (Disney+) - Міз Марвел (Disney+)                                                                                                  | |

#### Акторські категорії
| Мережа/кабельне телебачення | Мережа/кабельне телебачення |
| Найкраща чоловіча телероль | Найкраща жіноча телероль |
| --- | --- |
| - Боб Оденкерк — Краще подзвоніть Солу (AMC) у ролі Сола Ґудмана - Колман Домінго — Бійтеся ходячих мерців (AMC) у ролі Віктора Стренда - Чиветел Еджіофор — The Man Who Fell to Earth (Showtime) у ролі Фарадея - Майкл Голл — Декстер: Нова кров (Showtime) у ролі Декстера Моргана - Сем Г'юенn — Чужоземка (Starz) у ролі Джеймі Фрейзера - Тайлер Геклін — Супермен і Лоїс (The CW) у ролі Кларка Кента / Супермена - Гарольд Перріно — Ззовні (Epix) у ролі Бойда Стівенса              | - Рей Сігорн – Краще подзвоніть Солу (AMC) в ролі Кім Векслер - Каітріона Белфі — Чужоземка (Starz) в ролі Клер Фрейзер - Кайлі Банбері — Безмежне небо (ABC) в ролі Кессі Дьюелл - Кортні Кокс — Сяюча долина (Starz) у ролі Патриції «Пат» Фелпс - Мелані Лінскі — Шершні (Showtime) у ролі Шони - Роуз МакАйвер — Ghosts (CBS) в ролі Саманти Арондекар - Елізабет Таллок — Супермен і Лоїс (The CW) у ролі Лоїс Лейн                                                                 |
| Найкраща чоловіча телероль другого плану | Найкраща жіноча телероль другого плану |
| - Джонатан Бенкс — Краще подзвоніть Солу (AMC) у ролі Майка Ермантраута - Тоні Далтон — Краще подзвоніть Солу (AMC) у ролі Лало Саламанки - Патрік Фабіан — Краще подзвоніть Солу (AMC) у ролі Говарда Гемліна - Гарві Гіллен — Чим ми займаємося в тінях (FX) у ролі Гільєрмо Де ла Круз - Брендон Скотт Джонс — Ghosts (CBS) у ролі капітана Айзека Хіггінтаута - Майкл Мендо — Краще подзвоніть Солу (AMC) у ролі Начо Варґа - Майкл Джеймс Шоу — Ходячі мерці (AMC) у ролі Майкла Мерсера | - Лорен Коен — Ходячі мерці (AMC) у ролі Меггі Ґрін - Еммануель Шрікі — Супермен і Лоїс (The CW) у ролі Лани Ленг Кушинг - Яніна Ґаванкар — Безмежне небо (ABC) в ролі Рен Бхуллар - Джулія Джонс — Декстер: Нова кров (Showtime) у ролі Анжели Бішоп - Мелісса Мак-Брайд — Ходячі мерці (AMC) у ролі Керол Пелетьє - Даніель Панабейкер — Флеш (The CW) у ролі Іній - Софі Скелтон — Чужоземка (Starz) у ролі Бріанни Маккензі                                                          |
| Найкраща роль молодого актора / акторки | Найкраща роль запрошеної зірки |
| - Брек Бессінджер — Старґерл (The CW) в ролі Кортні Уітмор / Старґерл - Джек Алькотт — Декстер: Нова кров (Showtime) у ролі Гаррісона Моргана - Закарі Артур — Чакі (Syfy) у ролі Джейка Уілера - Гас Бірні — Сяюча долина (Starz) у ролі Гейнор Фелпс - Джордан Елсасс — Супермен і Лоїс (The CW) у ролі Джонатана Кента - Алекс Гарфін — Супермен і Лоїс (The CW) у ролі Джордана Кента | - Дженніфер Тіллі — Чакі (Syfy) у ролі Тіффані Валентайн - Майкл Бін — Ходячі мерці (AMC) у ролі Ієна - Рейчел Гарріс — Ghosts (CBS) у ролі Шеріл - Джессі Джеймс Кейтел — Безмежне небо (ABC) у ролі Джері Кеннеді - Джеффрі Дін Морган — Ходячі мерці (AMC) у ролі Ніґана - Фішер Стівенс — Чорний список (NBC) у ролі Марвіна Жерара - Айша Тайлер — Бійтеся ходячих мерців (AMC) у ролі Міккі                                                                                        |
| Стрімінгове | |
| Найкраща чоловіча роль | Найкраща жіноча роль |
| - Оскар Айзек — Місячний лицар (Disney+) у ролі Марка Спектора / Місячного лицаря - Том Гіддлстон — Локі (Disney+) за роль Локі - Ентоні Макі — Сокіл та Зимовий солдат (Disney+) у ролі Сема Вілсона / Сокола - Юен Мак-Грегор — Обі-Ван Кенобі (Disney+) за роль Обі-Ван Кенобі - Енсон Маунт — Зоряний шлях: Дивні нові світи (Paramount+) за роль Крістофера Пайка - Адам Скотт — Розрив (Apple TV+) у ролі Марка Скота - Ентоні Старр — Хлопаки (Prime Video) за роль Хоумлендера        | - Мінг-На Вен — Книга Боби Фетта (Disney+) у ролі Фенек Шанд - Міллі Боббі Браун — Дивні дива (Netflix) у ролі Одинадцять - Брітт Лоуер — Розрив (Apple TV+) у ролі Хеллі Ріггс - Ерін Моріарті — Хлопаки (Prime Video) у ролі Зіроньки / Енні Дженьюері - Елізабет Олсен — ВандаВіжен (Disney+) у ролі Ванди Максимової / Багряної відьми - Бет Рісграф — Leverage: Redemption (Freevee) у ролі Паркера - Кейт Сіґел — Опівнічна меса (Netflix) у ролі Ерін Грін                        |
| Найкраща чоловіча роль другого плану | Найкраща жіноча роль другого плану |
| - Елліот Пейдж — Академія Амбрелла (Netflix) у ролі Івана Гарґрівса / Віктора - Зак Черрі — Розрив (Apple TV+) у ролі Ділана Джорджа - Ітан Гоук — Місячний лицар (Disney+) у ролі Артура Гарроу - Юель Кіннаман — Заради всього людства (Apple TV+) за роль Едварда Болдвіна - Ітан Пек — Зоряний шлях: Дивні нові світи (Paramount+) за роль Спока - Джозеф Квінн — Дивні дива (Netflix) за роль Едді Мансона - Джон Туртурро — Розрив (Apple TV+) за роль Ірвінґа Бейліфа                  | - Мозес Інґрам — Обі-Ван Кенобі (Disney+) за роль Реви / Третьої сестри - Патриція Аркетт – Розрив (Apple TV+) у ролі Гармоні Кобел - Даніель Брукс — Миротворець (HBO Max) за роль Леоте Адебайо - Джесс Буш — Зоряний шлях: Дивні нові світи (Paramount+) за роль Кристини Чапель - Нелл Тайґер Фрі — Дім з прислугою (Apple TV+) за роль Ліан Ґрейсон - Кетрін Ган — ВандаВіжен (Disney+) за роль Аґати Гаркнесс - Алейз Шеннон — Leverage: Redemption (Freevee) у ролі Бріанни Кейсі |
| Найкраща роль молодого актора / акторки | Найкраща гостьова роль |
| - Іман Веллані — Міз Марвел (Disney+) за роль Камали Хан / Міз Марвел - Вів'єн Ліра Блер — Обі-Ван Кенобі (Disney+) у ролі Леї Орґани - Максвелл Дженкінс — Загублені у космосі (Netflix) у ролі Уілла Робінсона - Гейтен Матараццо — Дивні дива (Netflix) за роль Дастіна Хендерсона - Седі Сінк — Дивні дива (Netflix) за роль Макс Мейфілд - Гейлі Стайнфельд — Соколине око (Disney+) у ролі Кейт Бішоп                                                                                   | - Гайден Крістенсен — Обі-Ван Кенобі (Disney+) за роль Дарта Вейдера - Дженсен Еклз — Хлопаки (Prime Video) за роль Солдатика / Бенджаміна - Левар Бертон — Leverage: Redemption (Freevee) у ролі Роберта Бланша - Тоні Далтон — Соколине око (Disney+) у ролі Джека Дюкейна - Розаріо Довсон — Мандалорець (Disney+) у ролі Асокі Тано - Роберт Інглунд — Дивні дива (Netflix) у ролі Віктора Кріла - Джонатан Мейджорс — Локі (Disney+) у ролі Канґа Завойовника                       |

### Домашні розваги
| Найкращий реліз фільму у форматі 4K | Найкращий класичний фільм на DVD |
| --- | --- |
| - Все завжди і водночас - Кров для Дракули - За жменю доларів - Flesh for Frankenstein - На декілька доларів більше - Велика втеча - Invasion of the Body Snatchers | - Театр крові - Людина, що неймовірно зменшується (The Criterion Collection) - Master of the World (Special Edition) - The Secret of the Blue Room - Village of the Giant - The Wonderful World of the Brothers Grimm (Deluxe 2-Disc Special Edition) |
| Найкращий збірник фільмів | Найкращий випуск телесеріалу |
| - Universal Classic Monsters: Icons of Horror Collection [4K UHD] (Дракула, Дракула, Франкенштейн, Людина-невидимка та Людина-вовк) - Класична колекція Альфреда Хічкока: Том 2 - Francis the Talking Mule 7 Film Collection - The Godfather Trilogy 4K - Shawscope: Volume One - Val Lewton Double Feature: The Ghost Ship / Bedlam (Warner Archive Collection) | - Чакі (1 сезон) - Пригоди Оззі та Гаррієт (1 та 2 сезони) - Creepshow (сезон 2) - Kolchak: The Night Stalker (The Complete Series) - Night Gallery (сезон 1) - The Six Million Dollar Man (The Complete Series)                                      |

### Спеціальні нагороди
- Нагорода за життєву кар'єру — Кетрін Лі Скотт
- Продюсерська нагорода — Джефф Джонс
- Нагорода за прорив — Ембер Мідфандер (Здобич)
- Премія Дена Кертіса — Джулі Плек
- Премія Роберта Форстера — акторський ансамбль фільму «Краще подзвоніть Солу».

| Перемоги | плівка                      | Жанр              |
| -------- | --------------------------- | ----------------- |
| 3        | Все завжди і водночас       | Фентезі           |
| 3        | Алея жаху                   | Трилер            |
| 3        | Найкращий стрілець: Маверік | Бойовик / Пригоди |
| 2        | Бетмен                      | Супергеройський   |

| Перемоги | Серія                 | Жанр            | Мережа |
| -------- | --------------------- | --------------- | ------ |
| 4        | Краще подзвоніть Солу | Бойовик/Пригоди | AMC    |
| 2        | Ходячі мерці          | Жах             | AMC    |

| Перемоги | Серія          | Жанр      | Сервіс  |
| -------- | -------------- | --------- | ------- |
| 3        | Обі-Ван Кенобі | Космічний | Дісней+ |